# Карл-Маркус Ґаус
Карл-Маркус Ґаус (нар. 14 травня, 1954, Зальцбург) — сучасний австрійський письменник, есеїст, редактор. Живе та працює у Зальцбургу.

## Біографія
Ґаус вивчав німецьку філологію та історію в Університеті Зальцбурга. Перші публікації автора з'явилися дуже швидко. Ґаус публікував літературні нариси в журналі Wiener Tagebuch (Віденський щоденник). З 1991 року Ґаус є головним редактором літературного журналу «Literatur und Kritik», який видає зальцбурзьке видавництво Otto Müller Verlag. Крім того, він пише статті та есеї для австрійських, німецьких та швейцарських газет та журналів, таких як Die Zeit, Frankfurter Allgemeine Zeitung, Neue Zürcher Zeitung, Salzburger Nachrichten і Die Presse. У 2006 році Карл-Маркус Ґаус став членом Німецької академії мови та поезії.

## Літературна діяльність
Більшість літературних творів Карла-Маркуса Ґауса — есеї. Однією з його основних тем є етнічні меншини, деякі з яких часом не відомі читачам навіть за їхньою назвою, такі як арумуни, роми, арбреші і сефарди. Інші важливі теми для автора — Центральна та Південно-Східна Європа. Ґаус неодноразово відвідував ці країни, зазвичай разом із фотографом Куртом Кайндлем.
Його літературні репортажі та есеї описують міжкультурні зв'язки та інтелектуальні обміни з письменниками цих країн, але і з такими людьми, «як ми з вами», на вулицях і в пабах. Ґаус використовує свої книжки, аби знайомити, представляти та промувати  письменників з Центральної та Східної Європи, які досить мало відомі в Австрії та Німеччині.

## Переклади українською
У 2016 році у видавництві «Темпора» вийшла книга «Зникомі європейці» у перекладі Христини Назаркевич. Це збірка репортажів «про національні меншини Європи, що наразі перебувають на межі зникнення й забуття. Це сефарди Сараєва, ґотшейські німці, арбереші, лужичани та арумуни».
У 2017 році українською мовою побачили світ дві книжки Карла-Маркуса Ґауса. «Собакоїди та інші люди» — книжка репортажів про ромські спільноти Словаччини вийшла у видавництві «Човен». Автор знайомиться з ромами та їхніми сусідами, розповідає про тамтешні звичаї та побут, злидні й утіхи, про історичні передумови й сучасний перебіг непростого співжиття «чорних» і «білих» зовсім неподалік України; зрештою, про іншість і людське в кожному з нас.
Інша книжка «Європейська абетка», опублікована «Видавництвом 21», іронічно перевертає з боку на бік понад 30 понять, поки вони не зрадять свого прихованого значення — це справжній підручник для скептичних європейців. Запрошення до мандрівки континентом, незвіданішим і суперечливішим, ніж підозрюють ті, хто невпинно про нього розводиться.

## Літературні відзнаки та нагороди
- 2010 Johann-Heinrich-Merck-Preis
- 2007 Mitteleuropa-Preis
- 2006 Georg Dehio-Buchpreis
- 2005 Vilenica International Literary Prize
- 2005 Manès-Sperber-Preis Vienna
- 2004 René-Marcic-Preis
- 2001 Award of the Austrian Book Sellers for Tolerant Thinking and Acting
- 1998 Bruno-Kreisky-Preis for the Political Book for Ins unentdeckte Österreich
- 1997 European Essay Prize Charles Veillon for Das Europäische Alphabet
- 1994 Österreichischer Staatspreis für Kulturpublizistik
- 1994 Buchprämie des Bundesministeriums für Unterricht und Kunst
- 1992 Subsidy for Literature by the City of Salzburg
- 1989 Buchprämie des Bundesministeriums für Unterricht und Kunst
- 1988 State Subsidy for Literature by the Austrian Department of Education and Cultural Affairs
- 1987 International Prize of Portorož for Essays